# Herb gminy Biskupice
Herb gminy Biskupice – jeden z symboli gminy Biskupice, ustanowiony 3 grudnia 2003.

## Wygląd i symbolika
Herb przedstawia na tarczy w polu niebieskim w górnym (heraldycznie) prawym rogu białe, skrzyżowane klucze, a w górnym lewym rogu biały krzyż. Pod nimi na białym koniu święty Marcin prawą ręką uzbrojoną w miecz przecinający swój czerwony płaszcz. Wokół głowy świętego świeci nimb. Koń trzyma uniesioną prawą, przednią nogę. U stóp świętego leży półnagi żebrak z podniesioną prawą ręką. Klucze symbolizują św. Piotra, patrona parafii w Bodzanowie, krzyż symbolizuje parafię Znalezienia Krzyża Świętego w Łazanach, natomiast święty Marcin jest patronem parafii w Biskupicach.